# منتخب تشيكوسلوفاكيا تحت 21 سنة لكرة القدم
منتخب تشيكوسلوفاكيا تحت 21 سنة لكرة القدم هو الممثل الرسمي سابقا لتشيكوسلوفاكيا في بطولات كرة القدم تحت 21 سنة. وكان يشارك الفريق في بطولة أوروبا تحت 21 لكرة القدم التي تقام كل عامين سابقا.